# Beul
Een beul is een persoon die folteringen uitvoert om bekentenissen af te dwingen, de opgelegde lijfstraffen uitvoert en de terdoodveroordeelden executeert. Een scherprechter ("Hij die met het scherp van het zwaard het recht voltrekt") was een beul die doodstraffen uitvoerde. Beide benamingen worden vaak als synoniem van elkaar gebruikt.

## Naam
De officiële documenten vermelden maar zelden de naam beul of bourreau, die vooral in de omgangstaal in gebruik was.
In de 13de eeuw vindt men de Latijnse benamingen tortor (Mechelen, 1220), anghemanus (Brugge, 1281), penditor (Brugge, 1300). De naam kwam vervolgens voor in de volkstaal als hangman, hangheman of hancman. Tegen het einde van de 14de eeuw was die naam algemeen in gebruik in Brugge, Gent, Ieper, Veurne, Kortrijk, Assenede, Biervliet, Middelburg (Zeeland) enz.
In de 14de en 15de eeuw had men het vaak over de coc of de scharpcok. Dit was de gebruikte naam in Gent vanaf 1373 en was verspreid in het Land van Aalst en in de Vier Ambachten. 
Onder de invloed van de Bourgondische hertogen werd vaak de naam exécuteur gebruikt, of in het Nederlands meester of dienaar of uitvoerder van de hoge werken:
- (upper)exécuteur van Brugghe (Brugge, 1470);
- exécuteur crimineel (Gent, 1549);
- dienaere van justicie (Brugge en Gent, 1460);
- dienaere der hoogher justicie (Brugge, 1463);
- meester vander hooghe justicie (Gent, 1482);
- meester van den hooghen wercke (Gent, 1512).

In het Frans sprak men van exécuteur de la haute justice of exécuteur des hautes œuvres. 
Vanaf de 16de eeuw werd scherprechter de meest gebruikte naam, nadat hij voor het eerst in 1513 opdook in een keizerlijke ordonnantie. Deze naam vond overal ingang: in Blankenberge (1528), Gent (1541), Brugge (1547), Kortrijk (1565) enz. Als alternatieve naam dook in de tweede helft van de eeuw officier crimineel op (Gent, 1570). Die naam kwam algemeen in gebruik in de 17de eeuw.
Vanaf 1796 (Franse republiek) sprak men over de uitvoerder van de criminele arresten van de rechtbank (van het departement). Na 1815 werd het uitvoerder van de criminele arresten.
In het Engelse taalgebied was de meest voorkomende naam executioner. Verder werden vaak gebruikt: hangman voor degene die iemand opknoopte en headsman voor degene die iemand onthoofdde.
In het Duits had men het over de Henker of Scharfrichter. De Spaanse naam was verdugo en de Italiaanse boia.

## Geschiedenis
In de Nederlandse provincies, noord en zuid, werd de officiële bediening van de scherprechter bekend vanaf het einde van de dertiende eeuw. Wat tot dan op meer informele wijze was gebeurd, kreeg een meer geregelde en georganiseerde uitvoering. 
De voornaamste taak van de beul was de tenuitvoerlegging van lijf- en doodstraffen. Voorafgaandelijk aan een veroordeling voerde hij ook de folteringen uit die men aanwendde om bekentenissen uit te lokken. Omdat folteringen en executies meestal niet frequent genoeg waren om voor een adequaat inkomen te zorgen, vulden de beulen hun inkomen op allerlei (officiële of informele) manieren aan. Ze reisden ook van plaats naar plaats, meestal op uitnodiging van lokale besturen die niet over een eigen vaste beul beschikten.
Omdat tot in de 19e eeuw lijfstraffen meestal in het openbaar werden voltrokken, waren ze een waar volksvermaak. Burgers en buitenlui gingen met de hele familie kijken en maakten er een "uitje" van. Meestal werden de openbare uitvoeringen van straffen uitgesteld tot er een groot evenement was zoals een jaarmarkt. Dan waren er soms meerdere uitvoeringen van vonnissen op een dag te zien. De terechtstellingen waren dan het hoogtepunt van de dag. Op het openbare plein waar ze zich afspeelden, waren vaak eetkramen, marskramers en jongleurs, en liep er ander kermisvolk om het publiek te vermaken tussen de verschillende executies en lijfstraffen in. 
In de grotere steden waren er officieel aangestelde stadsbeulen die van daar ook naar kleinere plekken trokken om openbare terechtstellingen te verzorgen. De beul ontving een basiswedde vanwege de stad die hem aanstelde en die ook vaak voor een woning zorgde. 
Tot aan de Franse Revolutie, toen de guillotine in gebruik kwam, mat men de deskundigheid van de beul af aan de tijdsduur die de veroordeelde nodig had om te sterven. De beste beulen wisten de doodstrijd het langste te rekken en vroegen vaak een fiks bedrag om te komen 'optreden'. Sommige mensen betaalden hun beul een extra fooi opdat hij geen professionele fouten zou begaan. Het afhakken van een hoofd in één slag was immers geen sinecure. Ook het ophangen van een persoon was niet zo eenvoudig. Voor de familie van de veroordeelde was het soms mogelijk de beul om te kopen zodat hij de veroordeelde snel zou doden of vooraf verdoven.
Als gevolg van het uitoefenen van het beroep wist een beul veel af van het menselijk lichaam. Op die manier kon hij, tussen beroepsmatige optredens door, bijverdienen als behandelaar van botbreuken en zelfs als chirurgijn om wonden te hechten. Een andere bron van bijverdiensten was de verkoop van lichaamsdelen (tanden e.d.) van geëxecuteerde veroordeelden als talismannen aan het bijgelovige volk. 
Beulen werden ook ingezet voor het verbranden van pamfletten. Zo werd op 29 januari 1693 bij vonnis van de Soevereine Raad in Roermond het schotschrift van de kanunnik Johannes Stuben van de abdij Thorn publiekelijk op het marktplein van Echt door ‘beulshanden’ verbrand. In zijn overmoedigheid had Stuben het hoofdgerecht Echt beschimpt na een gunstig vonnis van het Rijkskamergerecht waarbij de abdis van Thorn gelijk kreeg het hoofdgerecht Echt te mogen verbieden.
Met het afschaffen van de lijfstraffen en de doodstraf in de meeste westerse landen verdween het beroep van beul. Zo was Marcel Chevalier (1921 - 2008) de laatste beul van Frankrijk. Alleen in overdrachtelijke zin wordt het woord beul nog gebruikt, bijvoorbeeld dierenbeul of in het werkwoord afbeulen, voor iemand die anderen (of zichzelf) bruut behandelt of mishandelt. Het woord 'scherprechter' behoort tot de geliefkoosde woorden bij sportjournalisten.

## Sociale status
De beul was in de meeste samenlevingen een personage dat enerzijds gevreesd werd, anderzijds geëerbiedigd als vertegenwoordiger van de wet. Het lijkt dat de beul zich eerder afzijdig hield van het sociale leven in de stad waar hij woonde. In de volksmond en de volksliteratuur werd meestal niet lovend over de beul gesproken.
In de feodale periode waren beulen uitgesloten van lenen ook al waren zij in staat te kunnen voldoen aan de verplichtingen van het leenmanschap.
Beul werd in die tijd gezien als een eerloos beroep.
Een beul ontving een uitzonderlijk hoog dagloon. De ‘’provinciale scherprechter’’ uit Haarlem die op 17 december 1746 op het schavot van de Dam in Amsterdam 8 vonnissen voltrok ontving daarvoor een dagloon van 210 gulden. Hiervoor had hij zeven personen moeten geselen en een persoon had hij met acht slagen levend moeten radbraken, haar hoofd, rechterhand en benen afhakken, haar hoofd op het galgenveld spiesen en de rest op een rad plaatsen. Een vergelijkbaar dagloon van die tijd voor een metselaar bedroeg 1,5 gulden. De beul moest wel zelf voor alle attributen zorgen, maar dat gold ook voor de metselaar, die moest ook voor zijn eigen gereedschap zorgen.
Vaak kreeg de scherprechter het predicaat meester voor zijn naam, wat aangeeft dat men hem een niet onbelangrijke status toekende. In Frankrijk sprak men van Monsieur de Paris, Monsieur de Lyon etc., om de stadsbeulen aan te duiden. 
In de provincies in de Nederlanden was dit niet het geval. Niettemin behoorde de scherprechter tot het officiële gerechtelijk apparaat, met een vaste plaats in de hiërarchie tussen de subalterne uitvoerders, waar ook griffiers en klerken toe behoorden.
In alle Europese landen is vastgesteld dat de scherprechtersfamilies vaak onder elkaar trouwden. Daar was niets ongewoons aan, want ook in de meeste andere beroepen en ambachten was dit het geval. Bij hen kwam uiteraard het bijkomend element dat ze niet talrijk waren en daardoor de bruid of bruidegom vaak in een andere stad gingen zoeken. Hierdoor ontstonden hechte scherprechtersdynastieën die gedurende zeer lange tijd een monopoliepositie innamen in bepaalde regio's.
Hoewel de scherprechters vaak een bepaalde welstand bereikten, was die toch niet van aard om ze tot de hogere kringen te laten doordringen. Huwelijken buiten het beroep gebeurden meestal met meisjes van bescheiden komaf, vaak herbergiersdochters.

## In andere landen
In Japan was het beroep van beul een zogenaamd Burakumin-beroep, waardoor men automatisch tot de laagste sociale klasse behoorde.
Soms ging de functie over van vader op zoon, zoals in Frankrijk, waar van de familie Sanson zes generaties de doodstraf voltrokken in Parijs en andere grote steden. Hoewel hun aanzien laag was, kwamen zij tot grote materiële welvaart.
In het Ottomaanse Rijk werden beulen op aparte begraafplaatsen begraven met simpele ongemarkeerde zerken, omdat zij als 'verdoemd' golden. Ook konden alleen zigeuners beul worden.
Als actiefste beul in de geschiedenis wordt generaal-majoor van de NKVD Vasili Blochin genoemd, die eigenhandig ongeveer 50.000 mensen doodschoot. In Katyn schoot hij in 1940 250 Poolse krijgsgevangenen per dag dood.
In landen die de doodstraf en/of lijfstraffen nog kennen, bestaat het beroep soms nog wel. Saoedi-Arabië kent nog beroepsbeulen, waarvan Muhammad Saad al-Beshi de bekendste is. 
In het Verenigd Koninkrijk waren er minstens in de 19de en 20ste eeuw geen voltijdse scherprechters meer. Het ministerie van Justitie selecteerde enkele personen die een gewoon beroep uitoefenden, maar die op de shortlist werden geplaatst van de 'executioners' en door de overheid konden worden opgeroepen om een executie uit te voeren. Zo werkte een van de laatste executioners, Albert Pierrepoint, als bediende in een kruidenierszaak.  
Meestal worden de executies uitgevoerd door overheidsbeambten die niet specifiek als beul zijn aangenomen. Dit is het geval in de Verenigde Staten.

### Algemene werken
- Edouard DUCPETIAUX, De la mission de la justice humaine et de l’injustice de la peine de mort: De la justice de répression et particulièrement de l’inutilité et des effets pernicieux de la peine de mort, Brussel, Cautaerts, 1827.
- J-J. HAUS, La peine de mort: son passé, son présent, son avenir, Gent, Hoste, 1867
- J.C.E.S., De scherprechter en zijn werk, in: De Hollandsche Revue, 1923.
- F. VANHEMELRIJCK, Misdadigers tussen rechter en beul, 1400 – 1800, Kapellen, De Nederlandse Boekhandel, 1985.
- Werner DANCKERT, ‘’Unehrliche Leute. Die verfemten Berufe’’, München-Bern, 1963

### Scherprechters in de Verenigde Provincies en Nederland
- C. BAKE, Scherprechters en assistent-scherprechters in de vorige eeuw, in: de Navorscher, 1924.
- Huberts DE WITT, De scherprechter, in: Tijdschrift voor strafrecht, 1924.
- I. H. VAN EEGHEN, De beul in Amsterdam, in: Amstelodamum 41, 1954, p. 120-127.
- I. H. VAN EEGHEN, De positie van de scherprechter in de 19e eeuw, in: Tijdschrift voor rechtsgeschiedenis 23, 1955, p. 93-100.
- W[illem] DE VRIES, Nederlandse scherprechters-dynastieën, in: De Nederlandsche Leeuw 75, 1958, k. 285-294.
- C.L. TEN CATE, Tot glorie der gerechtigheid. De geschiedenis van het brandmerken als lijfstraf in Nederland, Amsterdam, 1975.
- Cornelis R.H. SNIJDER, Het scherprechtersgeslacht Snijder/Schneider te Kampen (1687-1791), in: Gens Nostra 51, 1996, p. 317-348.
- Cornelis R.H. SNIJDER, Phlipp van Gorcum (Gercken), een aanstelling als beul te Zutphen, 1658-1770, in: Zutphen (Tijdschrift voor de historie van Zutphen en omgeving) 16, 1997, p. 25-35.
- Cornelis R.H. SNIJDER, Het geslacht Snijder (Schneider), een Duits-Nederlandse scherprechtersdynastie, in: Gens Germana 23, 1997, p. 88-89.
- Cornelis R.H. SNIJDER, Kwartierstaat van Antonius Snijder, scherprechter te Groningen (1727-1774), in: Gruoninga 43, 1998, p. 99-103.
- Cornelis R.H. SNIJDER, Gercken (Van Gorcum), eine Neheimer Scharfrichterfamilie in den Niederlanden, in: Möhne, Röhr und Ruhr 11, 1998, p. 25-37.
- Cornelis R.H. SNIJDER, Hans Hendrick van Gelder (ca. 1622/23-1687), scherprechter, in: Utrechtse Biografieën 5, 1998, p. 45-50.
- Cornelis R.H. SNIJDER, De kwartierstaat van Johannes van Anholt (Van Anhout). Scherprechter te Nijmegen 1725-1757, in: Gens Nostra 55, 2000, p. 162-173.
- Klaas ZANDBERG, Dirk van Gorkum, een spraakmakend scherprechter, in: Leovardia (Leeuwarder Historische Vereniging 'Aed Levwerd') 4, 2001, p. 10-14 (en achterblad).
- Cornelis R. H. SNIJDER, Scherprechters te Maastricht (1580-1870). Een historisch-genealogische studie, in: De Nederlandsche Leeuw 119, 2002, p. 145-220.
- Cornelis R.H. SNIJDER, Een Stad-Groninger familie van scherprechters, Genealogie Füchten/Fuchten, in: Gruoninga 53, 2008, p. 87-118.
- Cornelis R.H. SNIJDER, Het scherprechtersgeslacht Van Gelder (Von Geldern), in: De Nederlandsche Leeuw 131, 2014, p. 1-20.
- Cornelis R.H. SNIJDER, Het scherprechtersgeslacht Pruijm/Pfraum, ook Prom/Praum/Sprong genoemd, in: Gens Nostra 69, 2014, p. 488-500 en Gens Nostra 70, 2015, p. 260-268.
- Cornelis R.H. SNIJDER, Scherprechtersfamilie Kahle (Caele), in: Bossche Kringen 1, 2014, p. 8-15.
- Cornelis R.H. SNIJDER, Het Dordtse scherprechtersgeslacht Kellenaer (Kelner, Kellener), in: Ons Voorgeslacht 70, 2015, p. 45-80.
- Cornelis R.H. SNIJDER, Hans Jurgen Snijder (1689-1753), scherprechter te Middelburg en zijn kwartierstaat, in: Gens Nostra 70, 2015, p. 260-268.
- Cornelis R.H. SNIJDER, Servaes van Aldenhoven, een zestiende-eeuwse Gelderse scherprechter, in: Arnhems Historisch Tijdschrift 35, 2015, p. 146-160.
- Cornelis R.H. SNIJDER, Anna van Gelder, scherprechter ('beulse') te Kampen 1711-1720, in: Kamper Almanak Cultuur Historisch Jaarboek 2015, p. 123-136.
- Cornelis R.H. SNIJDER, Een excuusbrief van de Haarlemse scherprechter Jan Christiaensz. De 'afbeuling' van Cornelis de Witt op 19 augustus 1672, in: De Nederlandsche Leeuw 132, 2015, p. 145-150.
- Cornelis R.H. SNIJDER, Hans Pruijm, scherprechter te Zutphen, Executeur van Johan van Oldenbarnevelt, in: Zutphen 35, 2016, p. 105-111.
- Cornelis R.H. SNIJDER, Anna van Gelder, een beulse. Waarnemend scherprechter te Kampen 1711-1720, in: Gens Nostra 73, 2018, p. 69-73.
- Cornelis R.H. SNIJDER, De Duits-Nederlandse scherprechtersfamilie Schneider-Snijder, 1510-1791, in: Gens Germana 44, 2018, p. 29-37.
- Cornelis R.H. SNIJDER, François Voogt (Vogt, Voges), een leven als binnen-scherprechter te Amsterdam, 1730-1762, in: Gens Nostra 74, 2019, p. 144-151 en p. 222-233.
- Stephanie KOENEN, Johan van Oldenbarnevelt. Over zijn executie, de beul en het zwaard, in: Vind 33, 2019, p. 123-125.
- Cornelis R.H. SNIJDER, Vijftiende- en zestiende-eeuwse scherprechters te Kampen, in: De Nederlandsche Leeuw 136, 2019, p. 97-112.
- Cornelis R.H. SNIJDER, Het 'Haarlemse' scherprechtersgeslacht Christiaensen (ook wel: Nanning of Nannings), in: Ons Voorgeslacht 75, 2020, p. 265-306.
- Cornelis R.H. SNIJDER, Het scherprechtersgeslacht Nordt (Nord) en Klotz (Klots) in Utrecht en Arnhem, 1787-1809, in: Gens Nostra 76, 2021, p. 282-302.
- Cornelis R.H. SNIJDER, ''Vader en zoon Johannes Carius (Karius), die beiden als 'scherpregter gedient hebbende bij de Troepen van den Staat''', in: Ons Voorgeslacht 77, 2022, nr. 757, p. 509-533.
- Cornelis R.H. SNIJDER, ''Scherprechter (beul) van Utrecht overlijdt in Callantsoog, 1790'', in: De Clock van Callens-ooghe (Historische Vereniiging Callantsoog) 38, 2023, nr. 1, p. 5-8.
- Cornelis R.H. SNIJDER, ''De Franse kunstschilder EDOUARD MANET (1832-1883) en zijn verwantschap met het Nederlandse scherprechtersgeslacht VAN ANHOLT / VAN AANHOUT'', in: De Nederlandsche Leeuw 140, 2023, p. 169-183.

### Scherprechters in Zuid-Nederland en België
- Prosper CLAEYS, Pages d'histoire locale gantoise, Gent, 1894.
- C. VAN DEN HAUTE, Le bourreau public était-il un confrère des chirurgiens à Bruges?, in: Handelingen van het genootschap voor geschiedenis te Brugge, Brugge, 1912.
- Jos DE SMET, Rond schavot en galg in de tijd van Maria-Theresia, in: Biekorf, 1939.
- I. H. VAN EEGHEM, De positie van de scherprechter in de 19e eeuw, in: Tijdschrift voor rechtsgeschiedenis, 1955, pp. 93-100C.
- Raoul VAN CAENEGEM, Geschiedenis van het strafprocesrecht in Vlaanderen van de XIe tot de XIVe eeuw, Brussel, 1956.
- Antoon VIAENE, De stadsbeul van Kortrijk, in: Biekorf, 1967, blz.65-71.
- Antoon VIAENE, Oude benamingen van de beul, in: Biekorf, 1967, blz. 71-72.
- Antoon VIAENE, Halsrechting te Brugge in 1586, in: Biekorf, 1968.
- Jacques DE VRIENDT, Een scherprechtersgeslacht: Boitquin (Botquin – Boutquin) 1707 – 1892, in: Vlaamse Stam, 1979.
- Roel VAN DER PLAETSE, Proeven van bekwaamheid Brugge 1741-1744, in: Biekorf, 1982.
- Andries VAN DEN ABEELE, Brusselse beul te Brugge in het huwelijksbootje, in: Biekorf, 1985.
- Jos MONBALLYU, Een mislukte opknoping te Brugge in 1613. Mirakel of toeval, in: Handelingen van het genootschap voor geschiedenis te Brugge, 1986.
- R. POELMAN, Misdaad en straf in het oude Gent, in: Jaarboek van de heemkundige kring Oost-Oudburg, 1989 en 1990.
- P. DE WIN, De eerste cancan-palen en de uitvoering van de kaakstraf in Brugge in de 19e eeuw, in: Biekorf, 1991, pp. 113 - 120.
- P. DE WIN, De 19e eeuwse strafinstrumenten in de verzamelingen van de Brugse musea, in: Jaarboek 1989-1990, Stad Brugge, stedelijke musea, 1991, pp.247-260.
- P. DE WIN, Het brandmerk als criminele straf in West - Vlaanderen (1802- 1850), in: Biekorf, 1991, pp. 89-98.
- P. DE WIN, Rond guillotine en handafhakkingsblok, doodstraffen in West - Vlaanderen in de periode 1795-1863, Biekorf, 1991, pp. 289-301.
- P. DE WIN, De kaakstraf in België van de Franse tijd tot 1867, Brussel, Koninklijke Academie voor wetenschappen, Letteren en schone kunsten van België, 1992.
- Andries VAN DEN ABEELE, De beulenfamilies Boutquin en Guisen, in: Biekorf, 1992.
- Andries VAN DEN ABEELE, Twee Botquins als beul in Zeeland, in: Biekorf, 1997.
- Hugo DRIESSEN, Uit de rekening van de Antwerpse beul (1559), in: Gitschotelbuurschap Borgerhout, 1998.
- Andries VAN DEN ABEELE, Scherprechters in Brugge, een nog onontgonnen terrein, in: Brugs Ommeland, 1998.
- Marleen DUPONT, Openbare terechtstellingen in West-Vlaanderen  (1811-1867), licentiaatsthesis (onuitgegeven), Universiteit Gent, 2002.
- Achiel COUCKE, De Brugse scherprechters van de 16e tot halfweg de 18e eeuw, in: Brugse Ommeland, 2018.
- Bert VERWERFT, De beul in het markizaat van Antwerpen tijdens de Bourgondische en Habsburgse periode (1405-1550), onuitgegeven licentiaatsverhandeling, Universiteit Gent, 2007.

### Scherprechters in andere landen
- Albrecht KELLER, Der Scharfrichter in der deutschen Kulturgeschichte, Bonn/Leipzig 1921, (herdruk, Hildesheim, 1968 en 2007).
- Gisela WILBERTZ, Scharfrichter und Abdecker im Hochstift Osnabrück. Untersuchungen zur Sozialgeschichte zweier „unehrlicher“ Berufe im nordwestdeutschen Raum vom 16. bis zum 19. Jahrhundert. Osnabrück, 1979 (proefschrift).
- Jutta NOWOSADTKO, Scharfrichter und Abdecker. Der Alltag zweier „unehrlicher Berufe“ in der Frühen Neuzeit, Schöningh, Paderborn u.a., 1994.
- Nicole AVRIL, Monsieur de Lyon, Parijs, 1999.
- Hannele KLEMETTILA, Epitomes of Evil: Representations of Executioners in Northern France and the Low Countries in the Late Middle Ages, Turnhout, Brepols, 2006, ISBN 2-503-52278-5.
- Chavoret JARUBOON, The Last Executioner: Memoirs of Thailand's Last Prison Executioner, Maverick House Asia, 2006.
- Jutta FAILING & Christiane WAGNER, Vielmals auf den Kopf gehacket...: Galgen und Scharfrichter in Hessen, 2008.
- Matthias BLAZEK, Scharfrichter in Preußen und im Deutschen Reich 1866–1945, Stuttgart, 2010 ISBN 978-3-8382-0107-8.
- Hanns Peter ZWISSLER, Die Kunst des Scharfrichters und der Nutzen des Schafotts, Königshausen u. Neumann, 2011.
- Pascal BASTIEN, Histoire de la peine de mort. Bourreaux et supplices (1500-1800), Parijs, Seuil, 2011.
- Frédéric ARMAND, Les bourreaux en France. Du Moyen Âge à l'abolition de la peine de mort, Perrin, 2012.
- Christoph HOLL, Der Scharfrichter, sein Handwerk und sein Leben in der Frühen Neuzeit, Berlin, Wissenschaftlicher Verlag, 2012.
- Joël F. HARRINGTON, The faithful executioner, 2013.
- Joël F. HARRINGTON, Dagboek van een beul, Amsterdam, De Bezige Bij, 2013

### Scherprechters in de Zuidelijke Nederlanden
- Boitquin
- Hannoff
- Straetmans
- Scherprechters in Brugge
- Scherprechters in Gent

### Scherprechters in de Verenigde Provincies
- Anna Catharina Snijder
- Scherprechters in 's Hertogenbosch
- Scherprechters in Maastricht

### Scherprechters in andere landen
- Albert Pierrepoint